# Tomasz Poncino

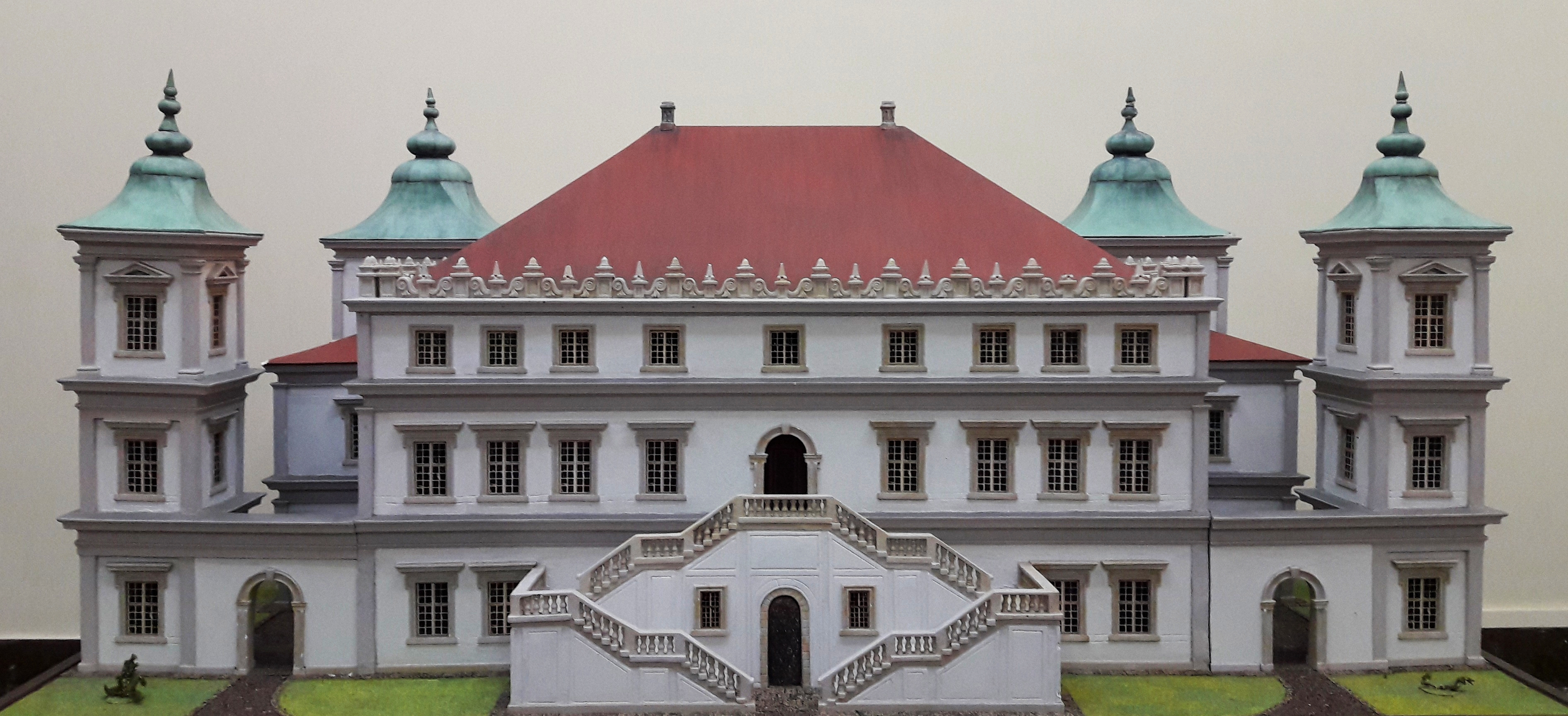
"Villa Regia" w Warszawie (model)

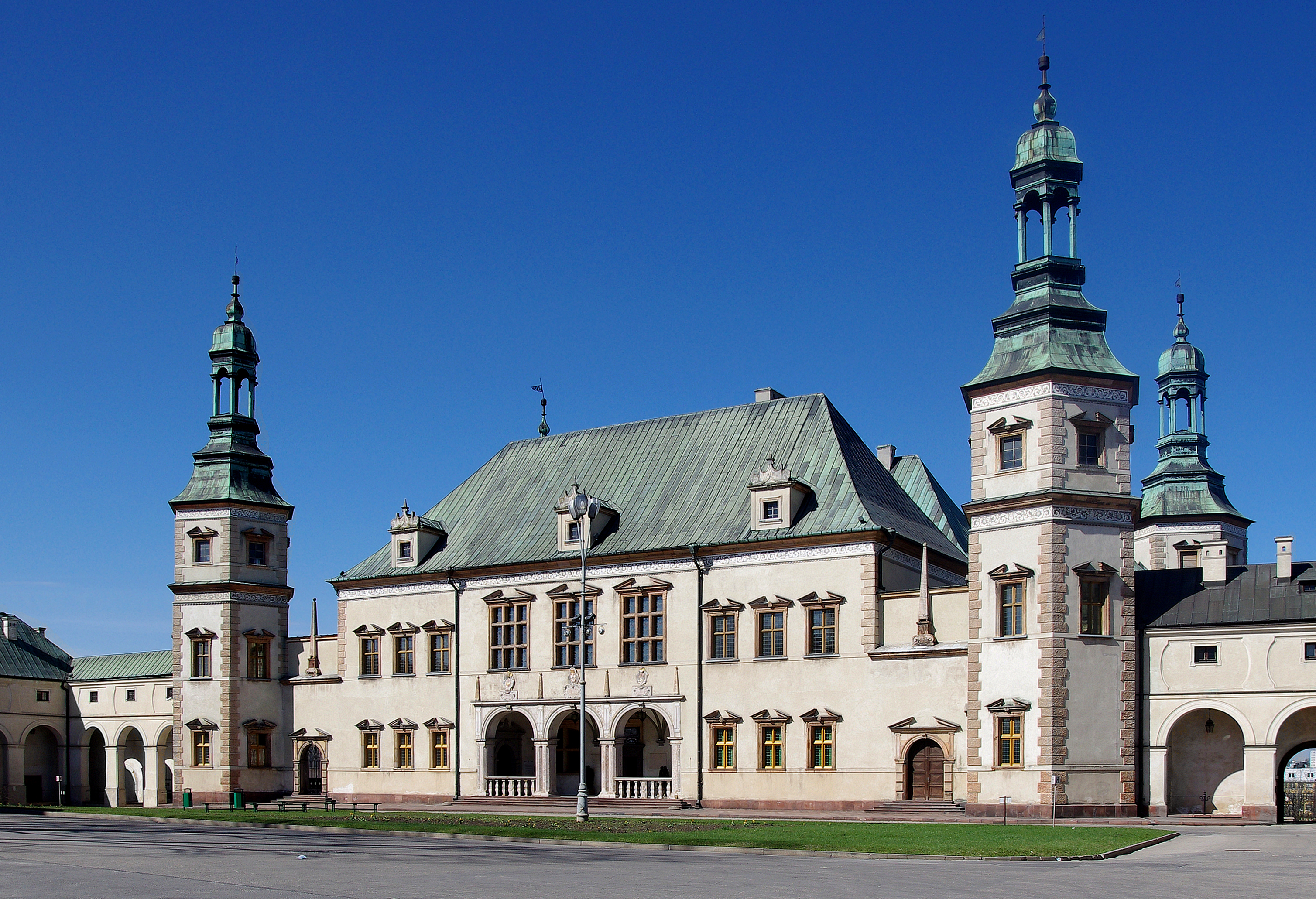
Pałac Biskupów Krakowskich w Kielcach

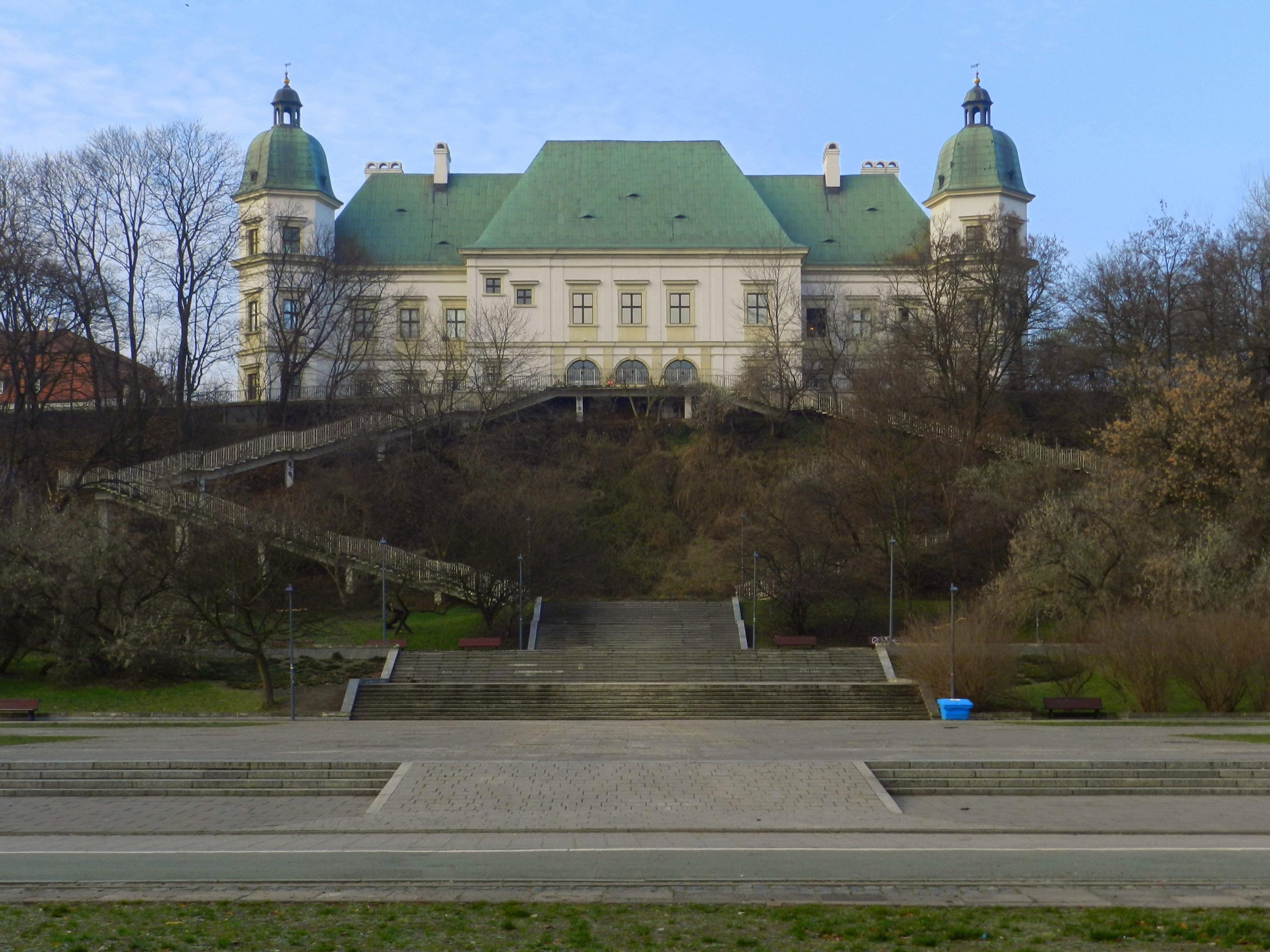
Zamek Ujazdowski w Warszawie

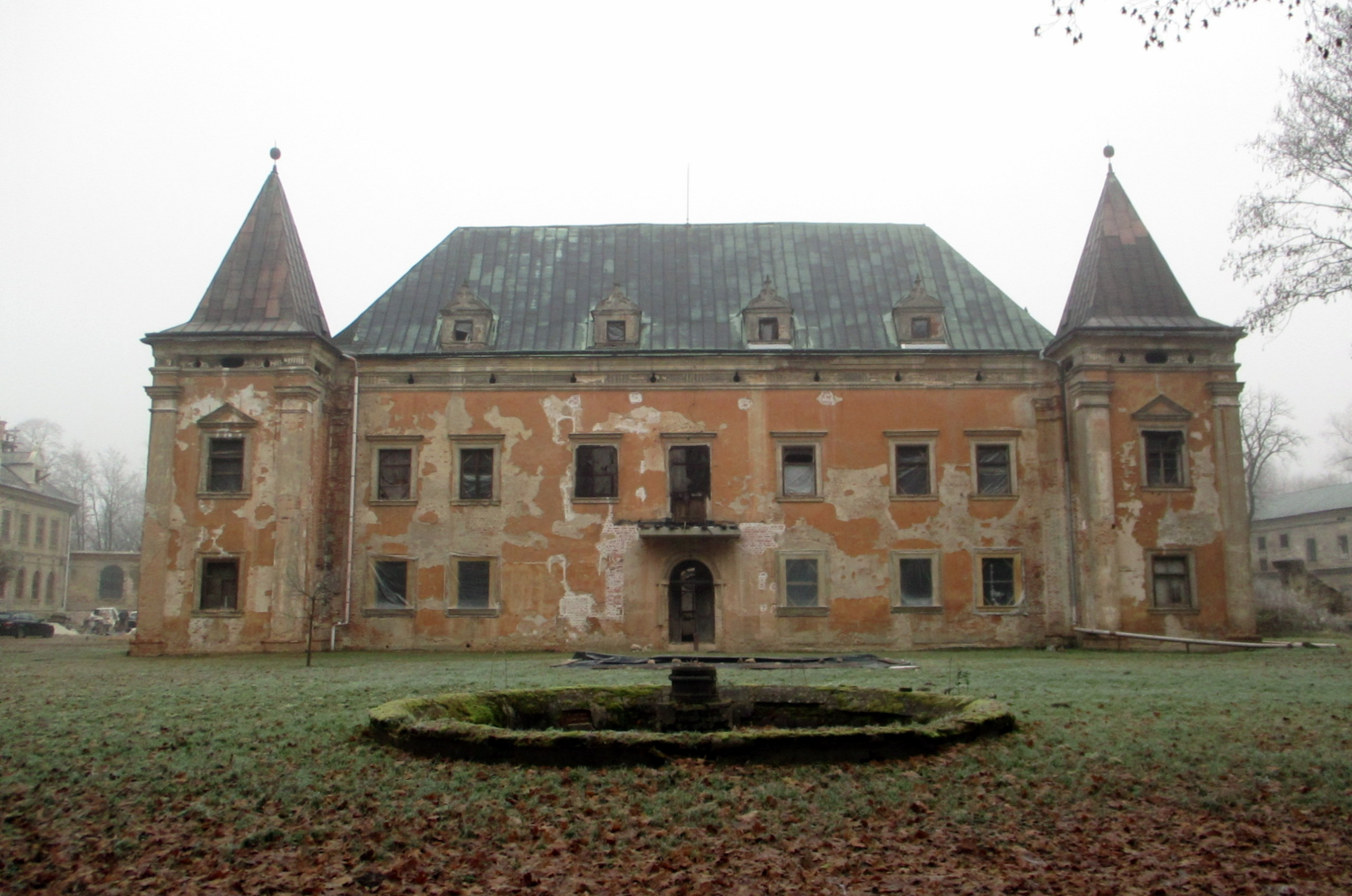
Pałac w Kruszynie

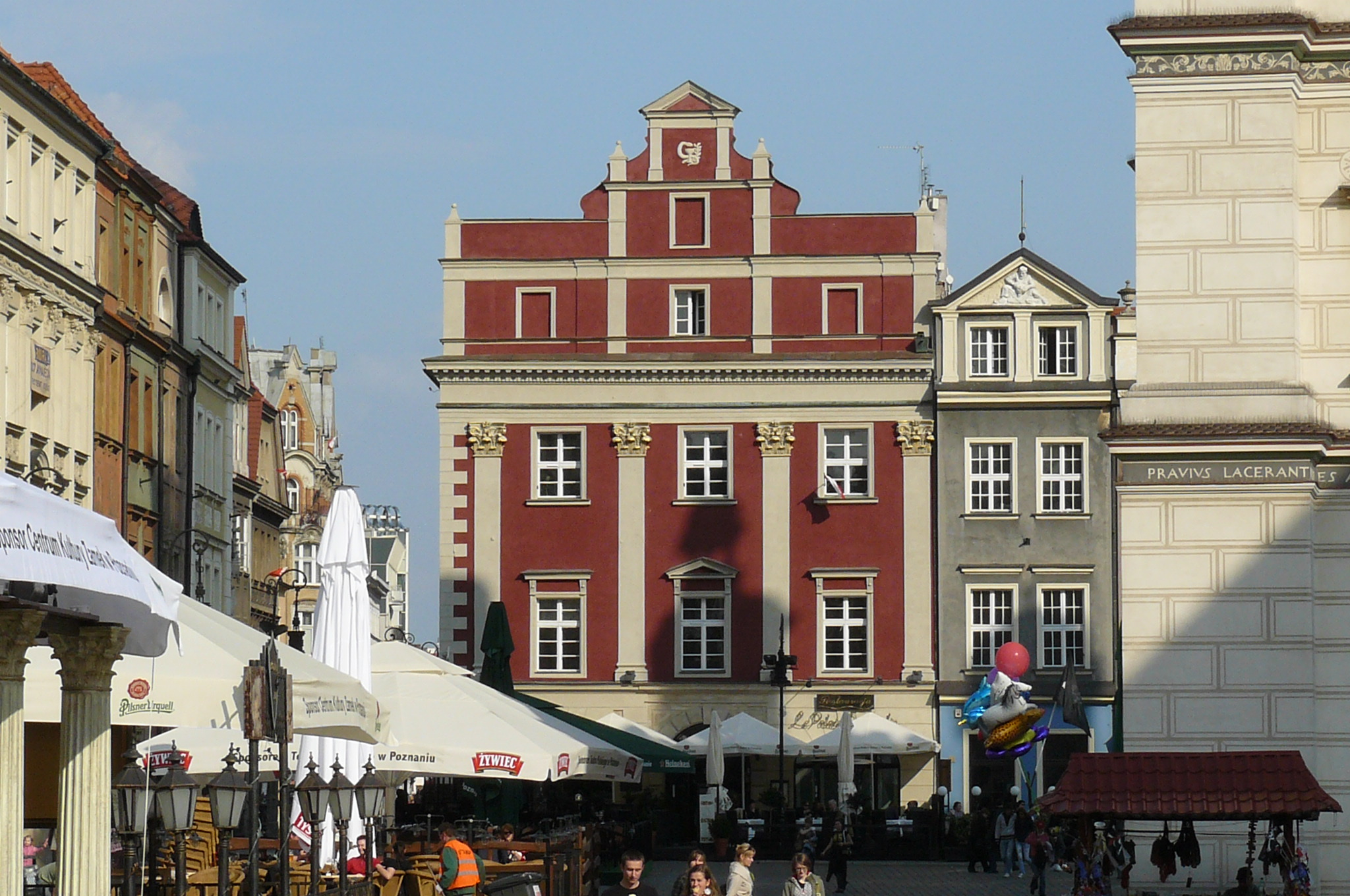
Kamienica Czerwona – Poznań, Stary Rynek

Tomasz Poncino (ur. około 1590 Gentilino (CH), zm. 1659) Warszawa – architekt barokowy, działający w Polsce.
Pochodził z Gorycji w Istrii (wtedy na obszarze Republiki Weneckiej). Od co najmniej 1620 w Polsce. W 1641 notowany jako serwitor królewski, a od 1650 jako murator sacrae regis maiestatis.

## Dzieła
Budowle według projektu Ponciniego:
- fara w Poznaniu (początkowy etap budowy),
- pocysterski zespół klasztorny w Przemęcie (początkowy etap budowy)[1],
- Zamek Ujazdowski w Warszawie,
- Pałac Kazimierzowski w Warszawie,
- kościół bernardynek w Łowiczu,
- kościół cystersów w Lądzie (początek barokizacji),
- Kamienica Czerwona na Starym Rynku w Poznaniu (nr 37, obecnie Dom Bretanii)[2],
- Pałac Denhoffów w Kruszynie.

Budowle mu przypisywane:
- Pałac Biskupów Krakowskich w Kielcach,
- kaplica cudownego obrazu na Jasnej Górze,
- nagrobek biskupa Jakuba Zadzika na Wawelu,
- pałac w Podzamczu Piekoszowskim,
- fasada kościoła św. Jana w Krakowie,
- fara w Rakowie,
- kamienice w Łowiczu i Warszawie.